# Auguste Lebras
Auguste Lebras (Lorient, 30 de enero de 1811 - París, 17 de febrero de 1832) fue un poeta y dramaturgo francés.

## Biografía
Se suicidó en el número 58 de la calle Bondi, junto a Victor Escousse, el 17 de febrero de 1832, mediante asfixia, tras el fracaso de su drama Raymond creado el 23 de enero en el Théâtre de la Gaîté . Este suicidio causó mucho revuelo en la prensa, sobre todo porque Escousse había dejado un mensaje anunciándolo .
Béranger, amigo de los dos autores, compuso entonces la canción Le Suicide. Honoré de Balzac escribe sobre ellos: « Escousse y Lebras murieron víctimas, como muchos jóvenes, del desencanto de su época. Murieron porque no encontraron nada que hacer en este mundo, en medio de esta sociedad, como lo hemos hecho los últimos cuarenta años... » Alfred de Musset también menciona este suicidio en Rolla y Alfred de Vigny parece inspirarse en él para escribir Chatterton .

## Obras
- Les Trois Règnes, poema, seguido de Una palabra a Béranger, 1829
- Raymond, ou l'Héritage du naufragé, drama en tres actos, con Escousse, 1832
- Georges ou le Criminal par amour, drama en tres actos, con Frédéric Gaillardet, Alexandre-Marie Maréchalle, posth., 1833